# Limnophila araucania
Limnophila araucania är en tvåvingeart. Limnophila araucania ingår i släktet Limnophila och familjen småharkrankar.

## Underarter
Arten delas in i följande underarter:
- L. a. araucania
- L. a. macracantha